# Divajeu
Divajeu település Franciaországban, Drôme megyében. Lakosainak száma 687 fő (2022. január 1.). Divajeu Aouste-sur-Sye, La Répara-Auriples, Autichamp, Chabrillan, Crest, Eurre és Soyans községekkel határos.

## Népesség
A település népességének változása:
| Lakosok száma | 313  | 354  | 400  | 564  | 609  | 626  | 640  | 663  | 671  | 687  |
|               | 1968 | 1982 | 1990 | 2006 | 2013 | 2015 | 2017 | 2019 | 2020 | 2022 |